# 荀昙
荀昙（2世纪—169年），字元智。东汉潁川潁陰（今河南省許昌）人。荀淑兄子。
与兄荀昱都杰俊有殊才。荀昱官至沛相，荀昙官至广陵郡太守。兄弟俩都行为端正，嫉恶如仇，志在消灭宦官，只要在治所有宦官党羽宾客，都以罪诛杀。建宁二年（169年），大将军窦武诛杀宦官事败被杀，荀昱因参与窦武计划而被害，荀昙也被禁锢终身（终身禁止做官）。
荀昙的儿子有荀彝、荀衢；荀彝早逝。荀昙去世后，故吏张权请求为他守墓，但被荀彝的儿子荀攸看出可疑并告诉荀衢，果然张权犯了杀人亡命之罪。